# 南野陽子 今日はナンノ日っ!
『南野陽子 今日はナンノ日っ!』（みなみのようこ きょうはナンノひっ!）は、ニッポン放送で2006年10月2日から2011年9月30日まで放送されていたトーク番組。

## 概要
録音放送であった。放送当時南野がイメージキャラクターを務めていた太田胃散が一社で2011年3月31日まで提供した。2008年3月31日から2011年4月1日まで『全国高校野球選手権大会中継』放送時除いてABCラジオもネット放送した。ニッポン放送のデジタルラジオ「Suono Dolce」で平日の夕方6時台に放送された時期もあった。
1990年10月 - 1991年4月にTBSラジオで「セピア色のメロディ」を放送したが、『ナンノこれしきっ!』が終了した1990年以来16年ぶりとなるニッポン放送の冠番組で、主に30代から40代のリスナーをターゲットに、リスナーの便りと『ナンノこれしきっ!』当時と同様の軽妙なトークで独特のナンノワールドを展開した。
番組のエンディングで「チョイナラ〜」という独特の挨拶をした。
番組終了後も2014年11月24日、2015年11月23日、2016年11月23日、2017年5月3日、2018年10月8日、2019年5月2日、2020年5月5日、2021年5月5日、2022年5月3日、2023年5月3日、2024年12月20日にそれぞれ、特別番組『太田胃散プレゼンツ ニッポン放送ホリデースペシャル・南野陽子 今日はナンノ日っ!（年号）』が放送された。

## 内容
曜日毎のコーナーが存在する。全て「ナンノ」が入っているのが特徴。全て終了時点でのもの。
- 月曜「今週、どうナンノ?」
その週の記念日や出来事の中から、気になるものを、ちょと掘り下げてちょとためになることを話すコーナー
- 火曜「それって、どっちナンノ?」
世の中の些細な「ちょっとどっちなの?」ってものに対して、あーだこーだ話すコーナー
- 水曜「ナンノヒットスタジオ」　通称ナンノヒット
色々なジャンルの曲をかけながらそれにまつわるエピソードとその日に生まれた有名人を紹介。今どき誰もかけない曲をチョイスするのが定番。コーナー名は『夜のヒットスタジオ』にちなむ。
- 木曜「ナンノこれしきっ!」　お悩み相談
ラジオの前のあなたのお悩みをナンノこれしきっ!と解決できたらいいな、と思っているが解決策を出さないことも多々ある。
- 金曜「こんナンノどう?」
近況報告など、自身の話題

番組EDはダロル・アンガー&マイク・マーシャルの「ドルフィンズ」（ウィンダム・ヒル20周年記念アルバム『サンクチュアリ』所収）。『ナンノこれしきっ!』から引き続いて使用された曲である。

## 過去
- 火曜「それって、どうナンノ（なの）?」夕刊フジ連載エッセイ「明日は満月」の番外編
- 水曜「ナンノこっちゃリクエスト!」懐かしい曲（主として1980年代のポップス）のリクエストに応える
- 金曜「ナンノ（何の）記念日?」各種記念日のエピソード紹介

## 放送時間
- 2006年10月2日 - 2007年5月4日　月曜-金曜12:46頃 - 12:51頃（「高田文夫のラジオビバリー昼ズ」内）
- 2007年5月7日 - 2008年3月28日　月曜-金曜17:24 - 17:29（「高嶋ひでたけの特ダネラジオ 夕焼けホットライン」の終了直後）
  - 2007年4月4日以降、「笑っていいとも!」水曜日のレギュラー出演に伴い、1ヶ月ほど水曜日の放送がなかったが、2007年5月7日より現在の時間に変更となり、水曜日の放送も復活した。
- 2008年3月31日 - 2010年4月2日
  - ニッポン放送 月曜-金曜17:08頃 - 17:14頃（「高嶋ひでたけの特ダネラジオ 夕焼けホットライン」内）
  - 朝日放送 月曜-金曜15:25 - 15:30（「ABCパワフルアフタヌーン」の終了直後、過去はLF受け黒木瞳 ホッとGoingが放送されていた枠である。太田胃散が提供する番組としては竹村健一のずばりジャーナル以来となる）
- 2010年4月5日 - 
  - ニッポン放送 月曜-金曜17:16頃 - 17:21頃（「高嶋ひでたけの特ダネラジオ 夕焼けホットライン」内)
  - 朝日放送 月-金曜14:55 - 15:00
- 2010年6月28日 - 10月1日
  - ニッポン放送 月曜-金曜17:19頃 - 17：25頃（「上柳昌彦 ごごばん!」内）
  - 朝日放送　月-金曜14:55 - 15:00（変更なし）
- 2010年10月4日 - 2011年4月1日
  - ニッポン放送 月曜-金曜17:19頃 - 17：25頃（「上柳昌彦 ごごばん!」内）
  - 朝日放送　月-金曜14:54 - 14:59（この期間を最後に打ち切り、以後はABCパワフルアフタヌーンの枠延長。上記のとおりこのクールを持ってノンスポンサーとなったことも関係していると思われる。半年後にスタートした後番組「本仮屋ユイカ 笑顔のココロエ」でネット復帰）
- 2011年4月4日 - 9月30日 月曜-金曜17:20頃 - 17：25頃（「上柳昌彦 ごごばん!」内）
- 放送開始終了時期不明
  - Suono Dolce 月曜-金曜18:15 - 18:20頃（『TOKYO AFTER 6』内）

## 特番
- 「南野陽子 今日はナンノ日っ!春なのにスペシャル」2007年3月25日 17:30 - 18:00
- 「南野陽子 今年で25周年にナンノ!」2010年6月20日
- 「南野陽子 今年で25周年にナンノ!PART2」2010年11月21日
- 「ニッポン放送ホリデースペシャル 南野陽子 今日はナンノ日っ!2014」2014年11月24日 13:00 - 14:00
- 「ニッポン放送ホリデースペシャル 南野陽子 今日はナンノ日っ!2015」2015年11月23日 12:00 - 13:00[1]
- 「ニッポン放送ホリデースペシャル 南野陽子 今日はナンノ日っ!」2016年11月23日 11:30 - 14:00[2]
- 「ニッポン放送ホリデースペシャル 南野陽子 今日はナンノ日っ!2017」2017年5月3日 14:00 - 16:00[3]、11月23日 13:00 - 15:00[注釈 1]
- 「ニッポン放送ホリデースペシャル 南野陽子 今日はナンノ日っ!2018」2018年5月3日 13:00 - 15:00、10月8日 14:00 - 16:00
- 「ニッポン放送ホリデースペシャル 南野陽子 今日はナンノ日っ!2019」2019年5月2日 13:00 - 15:00
- 「ニッポン放送ホリデースペシャル 南野陽子 今日はナンノ日っ!2020」2020年5月5日 14:00 - 16:00[4]
- 「ニッポン放送ホリデースペシャル 南野陽子 今日はナンノ日っ!2021」 2021年5月5日 13:00 - 15:00
- 「ニッポン放送ホリデースペシャル 南野陽子 今日はナンノ日っ!2022」 2022年5月3日 13:00 - 15:00
- 「ニッポン放送ホリデースペシャル 南野陽子 今日はナンノ日っ!2023」 2023年5月3日 13:00 - 15:00
- 「太田胃散 presents 南野陽子 今日はナンノ日っ！2024」 2024年12月20日 20:00 - 21:00 ※ゲスト・土田英生[5]

## その他
- 2010年10月28日、ニッポン放送は『上柳昌彦 ごごばん!』内で2010プロ野球ドラフト会議中継を行ったため、番組を休止しスポンサーCMのみ17時代前半に放送した。朝日放送は従来どおり放送を行っている。
- 2011年3月11日・14日 - 16日は、東北地方太平洋沖地震報道のためニッポン放送は番組を休止。朝日放送は11日の放送分は中盤が津波のニュースが入り放送されず、14日 - 16日はネットも自粛。17・18日の放送ではオープニングテーマを流さず、南野が震災に関する話題に終始した放送となった。
- 2011年5月3日はプロ野球「巨人×阪神」実況中継のため、番組は休止。
- 『ごごばん』の放送中に地震速報が入った場合は唐突に休止になることがあった。